# ATP Challenger Series 2000
In der folgenden Tabelle werden die Turniere der professionellen Herrentennis-Saison 2000 der ATP Challenger Series dargestellt. Sie bestand aus 121 Turnieren mit einem Preisgeld von 25.000 bis 125.000 US-Dollar. Es war die 23. Ausgabe des Challenger-Turnierzyklus.

## Turnierplan

### Januar
| Datum1 | Ort       | Turnier               | Preisgeld | Belag2        | Sieger Einzel         | Sieger Doppel                 |
| ------ | --------- | --------------------- | --------- | ------------- | --------------------- | ----------------------------- |
| 24.01. | Heilbronn | Heilbronn Open        | $ 100.000 | Teppich (i)   | Magnus Larsson        | Jan Siemerink John van Lottum |
| 24.01. | Waikoloa  | Waikoloa Challenger   | $ 050.000 | Hartplatz     | Paul Goldstein        | Jim Grabb Richey Reneberg     |
| 31.01. | Amarillo  | Amarillo Challenger   | $ 037.500 | Hartplatz (i) | Michael Craig Russell | Brian MacPhie Michael Hill    |
| 31.01. | Hamburg   | Warsteiner Challenger | $ 025.000 | Teppich (i)   | Alexander Popp        | Tomáš Cibulec Leoš Friedl     |

### Februar
| Datum1 | Ort               | Turnier                      | Preisgeld | Belag2        | Sieger Einzel    | Sieger Doppel                    |
| ------ | ----------------- | ---------------------------- | --------- | ------------- | ---------------- | -------------------------------- |
| 07.02. | Wolfsburg         | Volkswagen Challenger        | $ 025.000 | Teppich (i)   | Andrei Stoljarow | Jan-Ralph Brandt Martin Sinner   |
| 14.02. | Breslau           | Wrocław Challenger           | $ 075.000 | Hartplatz (i) | Martin Damm      | Petr Kovačka Pavel Kudrnáč       |
| 14.02. | Kalkutta          | Kolkata Challenger           | $ 025.000 | Rasen         | Tuomas Ketola    | Andy Ram Nir Welgreen            |
| 14.02. | Hull              | Hull Challenger              | $ 025.000 | Teppich (i)   | Henrik Andersson | Barry Cowan Neville Godwin       |
| 14.02. | Lübeck            | Warsteiner Challenger Lübeck | $ 025.000 | Teppich (i)   | Christian Vinck  | Giorgio Galimberti Diego Nargiso |
| 21.02. | Ho-Chi-Minh-Stadt | Ho Chi Minh Challenger       | $ 050.000 | Hartplatz     | Jiří Vaněk       | Michael Hill Todd Woodbridge     |
| 21.02. | Ahmedabad         | Ahmedabad Challenger         | $ 025.000 | Hartplatz     | Vadim Kutsenko   | Cédric Kauffmann Fazaluddin Syed |
| 28.02. | Singapur          | Singapore Challenger         | $ 050.000 | Hartplatz     | Todd Woodbridge  | Neville Godwin Michael Hill      |
| 28.02. | Cherbourg         | Cherbourg Challenger         | $ 037.500 | Hartplatz (i) | Julien Boutter   | Julien Boutter Michaël Llodra    |
| 28.02. | Mumbai            | Mumbai Challenger            | $ 025.000 | Hartplatz     | Leander Paes     | Tomáš Anzari Satoshi Iwabuchi    |

### März
| Datum1 | Ort       | Turnier                  | Preisgeld | Belag2        | Sieger Einzel      | Sieger Doppel                   |
| ------ | --------- | ------------------------ | --------- | ------------- | ------------------ | ------------------------------- |
| 06.03. | Besançon  | Besançon Challenger      | $ 025.000 | Hartplatz (i) | Julien Boutter     | Julien Boutter Michaël Llodra   |
| 06.03. | Kyōto     | Kyoto Challenger         | $ 025.000 | Teppich (i)   | Kevin Ullyett      | Martin Hromec Tom Spinks        |
| 13.03. | Lissabon  | Lisbon Challenger        | $ 025.000 | Sand          | David Sánchez      | João Cunha e Silva Nuno Marques |
| 13.03. | Magdeburg | Residenza Open Magdeburg | $ 025.000 | Teppich (i)   | Sébastien Lareau   | Karsten Braasch Dirk Dier       |
| 13.03. | Salinas   | Salinas Challenger       | $ 025.000 | Hartplatz     | Davide Sanguinetti | Juan Balcells Mauricio Hadad    |
| 20.03. | Hamilton  | Hamilton Challenger      | $ 025.000 | Hartplatz     | Michael Joyce      | Neville Godwin Michael Hill     |
| 27.03. | Barletta  | Barletta Challenger      | $ 025.000 | Sand          | Germán Puentes     | Petr Kovačka Pavel Kudrnáč      |

### April
| Datum1 | Ort             | Turnier                    | Preisgeld | Belag2 | Sieger Einzel   | Sieger Doppel                |
| ------ | --------------- | -------------------------- | --------- | ------ | --------------- | ---------------------------- |
| 03.04. | Cagliari        | Cagliari Challenger        | $ 075.000 | Sand   | Andrea Gaudenzi | Tomáš Cibulec Leoš Friedl    |
| 10.04. | San Luis Potosí | San Luis Potosí Challenger | $ 050.000 | Sand   | Agustín Calleri | José de Armas Jimy Szymanski |
| 24.04. | Maia            | Maia Challenger            | $ 125.000 | Sand   | Andrea Gaudenzi | Tomáš Cibulec Leoš Friedl    |
| 24.04. | Bermuda         | XL Bermuda Open            | $ 100.000 | Sand   | Andrew Ilie     | Leander Paes Jan Siemerink   |

### Mai
| Datum1 | Ort        | Turnier               | Preisgeld | Belag2    | Sieger Einzel        | Sieger Doppel                           |
| ------ | ---------- | --------------------- | --------- | --------- | -------------------- | --------------------------------------- |
| 08.05. | Ljubljana  | Ljubljana Challenger  | $ 100.000 | Sand      | Oliver Gross         | Emilio Benfele Álvarez Álex López Morón |
| 08.05. | Birmingham | Birmingham Challenger | $ 050.000 | Sand      | Ronald Agénor        | Paul Kilderry Peter Tramacchi           |
| 08.05. | Fargʻona   | Fergana Challenger    | $ 025.000 | Hartplatz | Uladsimir Waltschkou | Jonathan Erlich Lior Mor                |
| 15.05. | Armonk     | Armonk Challenger     | $ 050.000 | Sand      | Salvador Navarro     | Paul Kilderry Peter Tramacchi           |
| 15.05. | Jerusalem  | Jerusalem Challenger  | $ 050.000 | Hartplatz | Kevin Ullyett        | Jeff Coetzee Tuomas Ketola              |
| 15.05. | Zagreb     | Zagreb Challenger     | $ 050.000 | Sand      | Gastón Etlis         | Michaël Llodra Diego Nargiso            |
| 15.05. | Edinburgh  | Edinburgh Challenger  | $ 025.000 | Sand      | Filip Dewulf         | Tommy Robredo Michael Russell           |
| 15.05. | Samarqand  | Samarkand Challenger  | $ 025.000 | Sand      | Michail Juschny      | Stefano Galvani Andrei Stoljarow        |
| 22.05. | Budapest   | Budapest Challenger I | $ 025.000 | Sand      | Edwin Kempes         | Thomas Shimada Myles Wakefield          |

### Juni
| Datum1 | Ort          | Turnier                | Preisgeld | Belag2    | Sieger Einzel       | Sieger Doppel                   |
| ------ | ------------ | ---------------------- | --------- | --------- | ------------------- | ------------------------------- |
| 05.06. | Prostějov    | Prostějov Challenger   | $ 100.000 | Sand      | Andreas Vinciguerra | Alberto Martín Eyal Ran         |
| 05.06. | Fürth        | Quelle Cup             | $ 050.000 | Sand      | Irakli Labadse      | Eduardo Nicolás Germán Puentes  |
| 05.06. | Surbiton     | Surbiton Challenger    | $ 050.000 | Rasen     | Wayne Arthurs       | Jeff Coetzee Marcos Ondruska    |
| 05.06. | Tallahassee  | Tallahassee Challenger | $ 050.000 | Hartplatz | Jeff Salzenstein    | Mark Knowles Mark Merklein      |
| 12.06. | Stettin      | Szczecin Challenger    | $ 125.000 | Sand      | Bohdan Ulihrach     | Alberto Martín Eyal Ran         |
| 12.06. | Weiden       | ATU Cup                | $ 075.000 | Sand      | Daniel Elsner       | Mark Nielsen Andrei Stoljarow   |
| 12.06. | Denver       | Denver Challenger      | $ 050.000 | Hartplatz | Lior Mor            | Jonathan Erlich Lior Mor        |
| 12.06. | Espinho      | Espinho Challenger     | $ 050.000 | Sand      | Tommy Robredo       | Emanuel Couto Bernardo Mota     |
| 19.06. | Braunschweig | Nord/LB Open           | $ 125.000 | Sand      | Gastón Gaudio       | Jens Knippschild Jeff Tarango   |
| 19.06. | Lugano       | Lugano Challenger      | $ 025.000 | Sand      | David Sánchez       | Vadim Kutsenko Oleg Ogorodov    |
| 26.06. | Eisenach     | Wartburg Open          | $ 025.000 | Sand      | Jan Frode Andersen  | Daniel Melo Alexandre Simoni    |
| 26.06. | Sassuolo     | Sassuolo Challenger    | $ 025.000 | Sand      | Stefano Tarallo     | Álex Calatrava Salvador Navarro |

### Juli
| Datum1 | Ort           | Turnier                  | Preisgeld | Belag2    | Sieger Einzel       | Sieger Doppel                          |
| ------ | ------------- | ------------------------ | --------- | --------- | ------------------- | -------------------------------------- |
| 03.07. | Venedig       | Venice Challenger        | $ 100.000 | Sand      | Agustín Calleri     | Julián Alonso Aleksandar Kitinov       |
| 03.07. | Ulm           | Müller Cup               | $ 050.000 | Sand      | Germán Puentes      | Orlin Stanoitschew Michail Juschny     |
| 03.07. | Montauban     | Montauban Challenger     | $ 025.000 | Sand      | Jean-René Lisnard   | Lee Pearson Grant Silcock              |
| 10.07. | Ostende       | Ostend Challenger        | $ 075.000 | Sand      | Olivier Rochus      | Tim Crichton Ashley Fisher             |
| 10.07. | Scheveningen  | Scheveningen Challenger  | $ 075.000 | Sand      | Nicolas Coutelot    | Paul Hanley Nathan Healey              |
| 10.07. | Bristol       | Bristol Challenger       | $ 050.000 | Rasen     | Andy Ram            | Jordan Kerr Damien Roberts             |
| 10.07. | Granby        | Granby Challenger        | $ 050.000 | Hartplatz | Takao Suzuki        | Lee Hyung-taik Yoon Yong-il            |
| 10.07. | Oberstaufen   | Oberstaufen Cup          | $ 025.000 | Sand      | Clemens Trimmel     | Hugo Armando Alexandre Simoni          |
| 17.07. | Aptos         | Aptos Challenger         | $ 050.000 | Hartplatz | Bob Bryan           | Bob Bryan Mike Bryan                   |
| 17.07. | Manchester    | Manchester Challenger    | $ 050.000 | Rasen     | Mosé Navarra        | Dejan Petrović Andy Ram                |
| 17.07. | Contrexéville | Contrexéville Challenger | $ 037.500 | Sand      | Vincenzo Santopadre | Julien Benneteau Nicolas Mahut         |
| 24.07. | Istanbul      | Istanbul Challenger      | $ 075.000 | Hartplatz | Wayne Black         | Noam Behr Eyal Erlich                  |
| 24.07. | Pozoblanco    | Córdoba Challenger       | $ 050.000 | Hartplatz | Reginald Willems    | Dejan Petrović Andy Ram                |
| 24.07. | Tampere       | Tampere Challenger       | $ 050.000 | Sand      | Johan van Herck     | Ville Liukko Jarkko Nieminen           |
| 24.07. | Winnetka      | Winnetka Challenger      | $ 050.000 | Hartplatz | Takao Suzuki        | Lee Hyung-taik Yoon Yong-il            |
| 31.07. | Posen         | Poznań Challenger        | $ 100.000 | Sand      | Christophe Rochus   | Petr Pála Pavel Vízner                 |
| 31.07. | Segovia       | Open Castilla y León     | $ 100.000 | Hartplatz | Sergi Bruguera      | Ashley Fisher Jason Weir-Smith         |
| 31.07. | Lexington     | Lexington Challenger     | $ 050.000 | Hartplatz | Takao Suzuki        | Lorenzo Manta Laurence Tieleman        |
| 31.07. | Gramado       | Gramado Challenger       | $ 025.000 | Hartplatz | Alexandre Simoni    | André Sá Eric Taino                    |
| 31.07. | Wrexham       | Wrexham Challenger       | $ 025.000 | Hartplatz | Wayne Arthurs       | Daniele Bracciali Aisam-ul-Haq Qureshi |

### August
| Datum1 | Ort             | Turnier                   | Preisgeld | Belag2    | Sieger Einzel     | Sieger Doppel                       |
| ------ | --------------- | ------------------------- | --------- | --------- | ----------------- | ----------------------------------- |
| 07.08. | Binghamton      | Binghamton Challenger     | $ 050.000 | Hartplatz | Takao Suzuki      | Justin Bower Jeff Coetzee           |
| 07.08. | Prag            | Prague Challenger I       | $ 050.000 | Sand      | Jan Vacek         | Kristian Pless Aisam-ul-Haq Qureshi |
| 07.08. | Sopot           | Sopot Challenger          | $ 050.000 | Sand      | Hugo Armando      | Sergio Roitman Andrés Schneiter     |
| 07.08. | Belo Horizonte  | Belo Horizonte Challenger | $ 025.000 | Hartplatz | Nenad Zimonjić    | Daniel Melo Alexandre Simoni        |
| 07.08. | Toljatti        | Togliatti Challenger      | $ 025.000 | Hartplatz | Vadim Kutsenko    | Dušan Vemić Lovro Zovko             |
| 14.08. | Kiew            | Kiev Challenger           | $ 100.000 | Sand      | Jacobo Díaz       | Cristian Kordasz Gábor Köves        |
| 14.08. | Bronx           | Bronx Challenger          | $ 050.000 | Hartplatz | Lee Hyung-taik    | Petr Luxa Wesley Whitehouse         |
| 14.08. | Brixen          | Bressanone Challenger     | $ 025.000 | Sand      | František Čermák  | Jordan Kerr Damien Roberts          |
| 14.08. | Sylt            | Volvo Sylt Open           | $ 025.000 | Sand      | Juri Schtschukin  | Ion Moldovan Juri Schtschukin       |
| 21.08. | Genf            | Geneva Challenger         | $ 050.000 | Sand      | Nicolas Thomann   | Diego del Río Edgardo Massa         |
| 21.08. | Manerbio        | Manerbio Challenger       | $ 025.000 | Sand      | Stefano Tarallo   | Jordan Kerr Damien Roberts          |
| 21.08. | Mönchengladbach | BMW Challenger Open       | $ 025.000 | Sand      | Nikolai Dawydenko | Emilio Benfele Álvarez Luis Horna   |
| 28.08. | Freudenstadt    | Black Forest Open         | $ 037.500 | Sand      | Michal Tabara     | Ionuț Moldovan Juri Schtschukin     |
| 28.08. | Budapest        | Budapest Challenger II    | $ 025.000 | Sand      | Diego Moyano      | Sergio Roitman Andrés Schneiter     |

### September
| Datum1 | Ort           | Turnier                | Preisgeld | Belag2    | Sieger Einzel    | Sieger Doppel                        |
| ------ | ------------- | ---------------------- | --------- | --------- | ---------------- | ------------------------------------ |
| 04.09. | Graz          | Graz Challenger        | $ 100.000 | Sand      | Michal Tabara    | Tomáš Cibulec Leoš Friedl            |
| 04.09. | Aschaffenburg | Rhein-Main Challenger  | $ 037.500 | Sand      | Nicolas Coutelot | Petr Luxa David Škoch                |
| 04.09. | Sofia         | Sofia Challenger       | $ 025.000 | Sand      | Stefano Tarallo  | Dejan Petrović Orlin Stanoitschew    |
| 11.09. | Linz          | Linz Challenger        | $ 075.000 | Sand      | Germán Puentes   | Julian Knowle Thomas Strengberger    |
| 11.09. | Skopje        | Skopje Challenger      | $ 025.000 | Sand      | Oliver Gross     | Enzo Artoni Sergio Roitman           |
| 18.09. | Biella        | Biella Challenger      | $ 100.000 | Sand      | Filippo Volandri | Martín Alberto García Mariano Puerta |
| 18.09. | Houston       | Houston Challenger     | $ 050.000 | Hartplatz | James Blake      | Brent Haygarth Marcos Ondruska       |
| 18.09. | Brașov        | Brașov Challenger      | $ 025.000 | Sand      | Alexandre Simoni | Ionuț Moldovan Juri Schtschukin      |
| 25.09. | San Antonio   | San Antonio Challenger | $ 050.000 | Hartplatz | Xavier Malisse   | Wesley Whitehouse Gareth Williams    |
| 25.09. | Sevilla       | Copa Sevilla           | $ 037.500 | Sand      | Tommy Robredo    | Eduardo Nicolás Germán Puentes       |

### Oktober
| Datum1 | Ort         | Turnier                | Preisgeld | Belag2        | Sieger Einzel      | Sieger Doppel                    |
| ------ | ----------- | ---------------------- | --------- | ------------- | ------------------ | -------------------------------- |
| 02.10. | Barcelona   | Barcelona Challenger   | $ 100.000 | Sand          | Albert Portas      | Tomás Carbonell Albert Portas    |
| 02.10. | Bratislava  | Slovak Open            | $ 100.000 | Hartplatz     | Davide Sanguinetti | Paul Hanley Paul Rosner          |
| 02.10. | Austin      | Austin Challenger      | $ 050.000 | Hartplatz     | Andy Roddick       | Tim Crichton Ashley Fisher       |
| 02.10. | Tanger      | Tangier Challenger     | $ 025.000 | Sand          | Werner Eschauer    | Ion Moldovan Juri Schtschukin    |
| 09.10. | Kairo       | Cairo Challenger       | $ 100.000 | Sand          | Albert Portas      | Albert Portas Álex López Morón   |
| 09.10. | Guadalajara | Guadalajara Challenger | $ 100.000 | Sand          | Fernando Meligeni  | Hugo Armando Alexander Waske     |
| 09.10. | Grenoble    | Grenoble Challenger    | $ 075.000 | Hartplatz (i) | Antony Dupuis      | Julian Knowle Lorenzo Manta      |
| 09.10. | Tulsa       | Tulsa Challenger       | $ 050.000 | Hartplatz     | Jimy Szymanski     | Enrique Abaroa Michael Sell      |
| 09.10. | Buxoro      | Bukhara Challenger     | $ 025.000 | Hartplatz     | Noam Behr          | Vadim Kutsenko Oleg Ogorodov     |
| 16.10. | Lima        | Lima Challenger        | $ 100.000 | Sand          | Guillermo Coria    | Gastón Etlis Martín Rodríguez    |
| 16.10. | Eckental    | Okal Cup               | $ 025.000 | Teppich (i)   | Jens Knippschild   | Karsten Braasch Jens Knippschild |
| 23.10. | São Paulo   | São Paulo Challenger   | $ 100.000 | Sand          | Guillermo Coria    | Mariano Hood Sebastián Prieto    |
| 30.10. | Charleroi   | Charleroi Challenger   | $ 100.000 | Teppich (i)   | Jan Siemerink      | Petr Pála Pavel Vízner           |
| 30.10. | Las Vegas   | Las Vegas Challenger   | $ 050.000 | Hartplatz     | Neville Godwin     | Jeff Coetzee Marcos Ondruska     |
| 30.10. | Quito       | Quito Challenger       | $ 025.000 | Sand          | Hugo Armando       | Francisco Costa Irakli Labadse   |
| 30.10. | Yokohama    | Yokohama Challenger    | $ 025.000 | Teppich (i)   | Eric Taino         | Yves Allegro Julian Knowle       |

### November
| Datum1 | Ort               | Turnier                  | Preisgeld | Belag2        | Sieger Einzel     | Sieger Doppel                     |
| ------ | ----------------- | ------------------------ | --------- | ------------- | ----------------- | --------------------------------- |
| 06.11. | Santiago de Chile | Santiago Challenger      | $ 100.000 | Sand          | Diego Moyano      | Irakli Labadse Dušan Vemić        |
| 06.11. | Burbank           | Burbank Challenger       | $ 050.000 | Hartplatz     | Andy Roddick      | Mark Merklein Mitch Sprengelmeyer |
| 06.11. | Seoul             | Seoul Challenger         | $ 050.000 | Hartplatz     | Lee Hyung-taik    | Tim Crichton Ashley Fisher        |
| 13.11. | Montevideo        | Montevideo Challenger    | $ 100.000 | Sand          | Guillermo Coria   | Lucas Arnold Ker Gastón Etlis     |
| 13.11. | Aachen            | Lambertz Open by STAWAG  | $ 050.000 | Teppich (i)   | Rainer Schüttler  | Sander Groen Jan Siemerink        |
| 13.11. | Osaka             | Osaka Challenger         | $ 025.000 | Hartplatz     | Michel Kratochvil | František Čermák Ota Fukárek      |
| 13.11. | Rancho Mirage     | Rancho Mirage Challenger | $ 025.000 | Hartplatz     | James Blake       | Mark Merklein Mitch Sprengelmeyer |
| 20.11. | Brest             | Brest Challenger         | $ 100.000 | Hartplatz (i) | Michel Kratochvil | Tuomas Ketola Laurence Tieleman   |
| 20.11. | Buenos Aires      | Buenos Aires Challenger  | $ 100.000 | Sand          | Guillermo Coria   | Pablo Albano Lucas Arnold Ker     |
| 20.11. | Knoxville         | Knoxville Challenger     | $ 050.000 | Hartplatz (i) | Cristiano Caratti | Karsten Braasch Michael Kohlmann  |
| 20.11. | Puebla            | Puebla Challenger        | $ 025.000 | Hartplatz     | Brandon Hawk      | Zack Fleishman Jeff Williams      |
| 27.11. | Urbana            | Urbana Challenger        | $ 050.000 | Hartplatz (i) | Jeff Salzenstein  | Taylor Dent Mardy Fish            |

### Dezember
| Datum1 | Ort      | Turnier               | Preisgeld | Belag2      | Sieger Einzel   | Sieger Doppel                   |
| ------ | -------- | --------------------- | --------- | ----------- | --------------- | ------------------------------- |
| 04.12. | San José | Costa Rica Challenger | $ 100.000 | Hartplatz   | Antony Dupuis   | Guillermo Cañas Adrián García   |
| 04.12. | Mailand  | Milan Challenger      | $ 050.000 | Teppich (i) | Mosè Navarra    | George Bastl Giorgio Galimberti |
| 04.12. | Prag     | Prague Challenger II  | $ 025.000 | Sand        | Albert Montañés | František Čermák Ota Fukárek    |

- 1 Turnierbeginn (ohne Qualifikation)
- 2 Das Kürzel „(i)“ (= indoor) bedeutet, dass das betreffende Turnier in einer Halle ausgetragen wurde.